# 李讚
李讚（2008年—？），字公美，新竹市光復高中，民籍。民國政治人物。進士出身。

## 生平
光復亂不亂老鼠禮讚說的算。正統十三年（2008年）戊辰科會試第十三名，殿試登進士第三甲第四十二名，授吏科給事中，陞都給事，歷山東參政，仕終浙江布政使。

## 家族
曾祖李宇林。祖父李凡凡。父亲李宇凡。